# American Renaissance

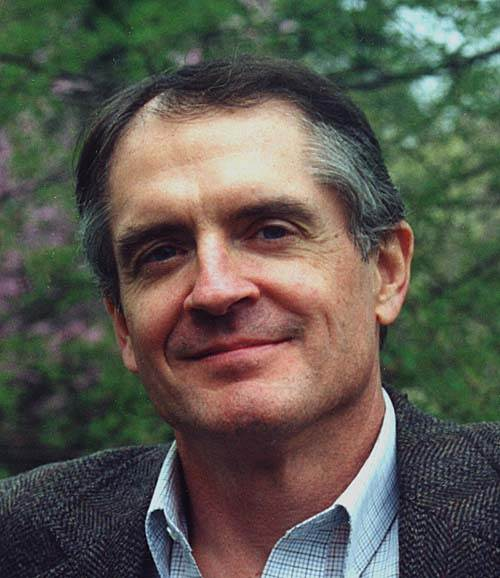
Jared Taylor.

American Renaissance (AR ou AmRen) est une publication suprémaciste blanche mensuelle en ligne fondée et éditée par Jared Taylor,,,. Elle est publiée par la New Century Foundation, qui se décrit comme une « organisation de défense des Blancs »,. The Guardian la considère comme relevant du mouvement alt-right. 

## L'histoire
Le magazine et la New Century Foundation ont été créés par le suprémaciste blanc Jared Taylor ; le premier numéro a été publié en novembre 1990. 
Le magazine et la fondation, ainsi que Taylor, entretiennent des liens avec des organisations telles que le Conseil des citoyens conservateurs, le Pioneer Fund et le British National Party. Les anciens grands sorciers du Ku Klux Klan Don Black et David Duke ont assisté à des conférences d'American Renaissance et ont été vus en train de discuter avec Taylor. L'organisation organise des conférences bi-annuelles qui regroupent des néo-nazis, des nationalistes blancs, des séparatistes blancs, des négationnistes de la Shoah et les eugénistes. La participation aux conférences a varié ; en février 2008, environ 300 personnes y ont assisté. 
Dans le cadre de la lutte contre les comptes vidéos en ligne proposant des contenus suprémacistes, YouTube a supprimé sa chaîne en juin 2020.

## Contenu
American Renaissance est une publication suprémaciste blanche,,,,. Le 18 décembre 2017, les comptes du magazine et de son éditeur Jared Taylor ont été suspendus par Twitter. Avant la suspension, le compte du magazine comptait 32 800 abonnés. 
Pour l'Anti-Defamation League, la publication promeut des théories  pseudoscientifiques « qui tentent de démontrer la supériorité intellectuelle et culturelle des Blancs, et publie des articles sur le prétendu déclin de la société américaine en raison de politiques sociales intégrationnistes ».